# Castillo de Gibraleón
El castillo de Gibraleón es una fortificación situada en el casco urbano de la localidad onubense de Gibraleón, España. Sus restos cuentan con la protección de la Declaración genérica del Decreto de 22 de abril de 1949, y la Ley 16/1985 sobre el Patrimonio Histórico Español.

## Descripción
La zona arqueológica del Castillo y Murallas de Gibraleón está conformada por un recinto amurallado de planta trapezoidal de algo menos de 5 hectáreas de extensión, que se asienta sobre un pequeño cabezo de tierras rojizas y origen marino fluvial. Se sitúa en la margen izquierda del río Odiel y ocupa una estratégica posición para la vigilancia del vado y la marisma que se forma a sus pies. Menos protegida quedaría la campiña que se tiene a sus espaldas, hacia el Este, sector para cuya defensa se debió contar con alguna otra fortaleza de apoyo, tal vez la citada por Madoz y Amador de los Ríos en el sector oriental del pueblo.
La zona arqueológica se compone de al menos tres partes claramente diferenciables: la muralla exterior, que delimita todo el perímetro del recinto; el sector del palacio de los Duques de Béjar, situado en la zona más llana y alta del yacimiento, al interior del perímetro amurallado; y la zona oeste, intramuros, donde el terreno desciende progresivamente de cota.
De la muralla exterior quedan estructuras visibles en el sector norte, donde permanecen en pie dos torres cuadradas y varios lienzos; es éste el tramo mejor conservado. También permanece en alzado un lienzo en el sector Oeste, visible entre un grupo de viviendas adosadas a la fortaleza, y restos de una torre cuadrada en el sector Sur, a espaldas de la torre mejor conservada del palacio. Todos estos restos revelan el empleo masivo de tapial, tan sólo combinado con sillares de piedra y ladrillos en hiladas alternas en los lienzos del sector Norte.
El resto de la cerca exterior, o ha desaparecido, o bien ha perdido parte de su anchura y está actualmente transformada en tapia en diversos sectores, como por ejemplo, el occidental y el Noreste. Los lados Este y Sur están ocupados por viviendas que se adosan a la muralla, la cual puede haber desaparecido en algunos tramos.
Del palacio de los Duques de Béjar, situado en el sector más elevado del recinto, en el centro de éste, apenas se han conservado restos de alzado. Pertenece a este conjunto la torre cuadrada situada en el sector Sur, de planta cuadrada y muros de tapial, a la que se adosa una edificación moderna. El lado Norte del palacio parece haber coincidido con la muralla exterior por este sector, ya que se ven restos semienterrados de un muro que enlazaría con la torre Noreste.
Al mismo edificio palaciego ha de pertenecer el lienzo de muralla existente en el sector Noreste, y que forma esquina hacia el Sur. Se trata de un lienzo de tapial que debía enlazar con los restos muy destruidos de otra torre cuadrangular -también de tapial- que se localiza hacia el centro del recinto, y que resulta visible por coincidir con el inicio de un descenso progresivo de la cota del interior del recinto hacia el Oeste.
Este lienzo y la torre debieron formar parte del palacio, no de la cerca exterior, que debe haber desaparecido, pero que probablemente enlazaría con la punta del trapecio existente hacia el Oeste; por tanto el triángulo que describe en la actualidad la planta del recinto no debió existir originalmente, aunque sería necesario realizar sondeos para comprobar esta hipótesis y poder delimitar con exactitud el límite Noreste de la cerca primitiva. Otros muros pertenecientes al palacio fueron descubiertos y vueltos a tapar en el transcurso de las excavaciones de urgencia efectuadas en 1985.
Por lo que respecta a la zona Oeste, intramuros del recinto amurallado, sabemos de la existencia de diversas estructuras pertenecientes a casas islámicas aparecidas en las excavaciones de 1985. En este sector se realizó previamente una prospección geofísica que dio resultados positivos. Los trabajos arqueológicos demostraron la existencia de un intrincado entramado urbano al que pertenecían diversos muros, por lo general de mala factura, una fuente con enfoscado roja y paredes de grandes sillares de caliza, pavimentos de cal, atarjeas, y un horno de cerámica. A pesar de la fuerte pendiente del terreno en este sector, todo él estuvo ocupado en época islámica. Actualmente es un erial.
La zona oriental del interior de la fortaleza está ocupada por construcciones modernas, algunas en estado ruinoso.

## Historia
El castillo de Gibraleón forma parte del importante patrimonio arquitectónico defensivo de la provincia de Huelva siendo un castillo de interior. Su papel por su situación estratégica, fue fundamentalmente el de custodiar el camino entre Sevilla y Lisboa por tierra, así como el paso del río Odiel, anteriormente navegable. El recinto que conforma es una estructura de origen islámico, reutilizada en época bajo medieval y reformada en la Edad Moderna, con poblamiento asociado desde sus orígenes. La importancia de la fortaleza reside en su valor histórico, ya que contiene registros fundamentales para conocer el origen y la evolución de la villa y en su valor simbólico, pues forma parte del imaginario colectivo.
La documentación referente al Castillo y murallas de Gibraleón es muy escasa y fragmentaria hasta el momento y adolece de lagunas cronológicas y temáticas. 
Las primeras referencias escritas datan del siglo IX, cuando se tiene constancia de las victorias del ejército cordobés en tierras de Niebla, a cuya cora pertenecería Gibraleón. Según A. González Gómez este suceso está relacionado con la revuelta protagonizada por Ibn Ofair en favor de los mozárabes de Gibraleón en el año 889.
La siguiente referencia documental la proporciona el geógrafo Idrisi, quien describe a la antigua Yabal-al-ayum como lugar fortificado junto al río Qanatir. Es posible que sea entonces cuando se erige la fortaleza de Gibraleón, si se tiene en cuenta que por entonces los almohades implantaron un impuesto destinado a la reparación y construcción de fortalezas de todas las ciudades importantes de Al-Ándalus.
Tras la conquista cristiana, las referencias son más numerosas. La fortaleza adquiere entonces un carácter señorial tras la donación que hace Alfonso X a su hija Beatriz en 1283. A partir de entonces y durante los siglos XIV y XV, el castillo se convertirá en centro de las disputas entre las poderosas familias de los Cerda, primeros señores de Gibraleón (emparentados con el monarca), los Pérez de Guzmán, y los Zúñiga.
A partir del sigo XVI la documentación es más abundante y hace referencia a diversas remodelaciones en el castillo. Sabemos que éste tenía por entonces una doble cerca que separaría la villa de su término y que el castillo poseía una cava y varia torres, una de ellas, la del Homenaje, situada junto a la cerca que rodeaba el castillo. Durante los últimos años de este siglo se resanaron los muros de la cerca con una obra de cal, mampuestos y ladrillo, que quizás corresponda con los lienzos de muro conservados en el lado Norte.
A fines del siglo XVII se realiza un proyecto de reconstrucción que auspician el Duque de Medinaceli y Luís de Coen y Campos, con fecha de 1667, dentro de un estudio más amplio sobre el estudio de abandono de los castillos de la frontera con Portugal que le había encargado el rey.
En el siglo XVIII el castillo debía estar arruinado, pues en 1753 el Concejo Municipal aprueba el alquiler de una casa para alojar a la plana mayor del Regimiento de Milicias de Niebla. La propia Marquesa alquilaría casa en lo sucesivo a sus visitas a Gibraleón. Después de esto, no se conocen más referencias documentales acerca del castillo.
Las excavaciones de urgencia efectuadas por Juana Bedia y María Jesús Carrasco en 1985 en el sector occidental del recinto, proporcionaron una datación para el conjunto habitacional descubierto de los siglos XI al XIV.